# Балкански куп у фудбалу за репрезентације 1934/35.
Балкански куп 1934/35. (грч. Βαλκανικό Κύπελλο Εθνών 1936, енгл. 1934/35 Balkan Cup) је био пети фудбалски турнир Балканског купа. Учествовале су репрезентације Југославије, Грчке, Бугарске и Румуније, а победила је Југославија. Домаћин турнира била је Грчка и они су изгубили трофеј последњег дана 1. јануара, поражени од Бугарске са 1 : 2 као и раније на дан када је Југославија победила Румунију са 4 : 0. Ово је био први Балкански куп за Југославију. Најбољи стрелци су били Александар Тирнанић и Александар Томашевић (обојица Југославија) са по 3 гола.

## Коначна табела
| Pos | Тим         | О | П | Н | И | ГД | ГП | ГР | Бод. | Qualification |
| --- | ----------- | - | - | - | - | -- | -- | -- | ---- | ------------- |
| 1   | Југославија | 3 | 2 | 0 | 1 | 9  | 5  | +4 | 4    | Победник      |
| 2   | Грчка       | 3 | 1 | 1 | 1 | 5  | 5  | 0  | 3    |               |
| 3   | Румунија    | 3 | 1 | 1 | 1 | 5  | 8  | −3 | 3    |               |
| 4   | Бугарска    | 3 | 1 | 0 | 2 | 7  | 8  | −1 | 2    |               |

## Утакмице
| Грчка                         | 2 : 1    | Југославија |
| ----------------------------- | -------- | ----------- |
| Вазос 39’ · Адрианопоулос 67’ | Извештај | Секулић 12’ |

| Бугарска                            | 3 : 4    | Југославија                                   |
| ----------------------------------- | -------- | --------------------------------------------- |
| Пешев 1’ · Тодоров 23’ · Панчев 78’ | Извештај | Секулић 3’ · Томашевић 7’ · Тирнанић 28’, 48’ |

| Грчка                         | 2 : 2    | Румунија              |
| ----------------------------- | -------- | --------------------- |
| Адрианопоулос 14’ · Хумис 75’ | Извештај | Добаји 5’ · Чолак 13’ |

| Бугарска         | 2 : 3    | Румунија                    |
| ---------------- | -------- | --------------------------- |
| Ангелов 44’, 51’ | Извештај | Бодола 14’, 31’ · Чолак 37’ |

| Грчка     | 1 : 2    | Бугарска                 |
| --------- | -------- | ------------------------ |
| Вазос 51’ | Извештај | Лозанов 44’ · Панчев 84’ |

| Румунија | 0 : 4    | Југославија                                        |
| -------- | -------- | -------------------------------------------------- |
|          | Извештај | Тирнанић 10’ · Марјановић 34’ · Томашевић 67’, 83’ |

## Победник
| Балкански куп 1934/35.      |
| --------------------------- |
| · Југославија · Прва титула |

## Статистика
- Састав Југославије против Грчке 1 : 2

Репрезентација Краљевине Југославије: Бартул Чулић, Драгутин Братулић, Милорад Митровић, Јозо Матошић, Анђелко Марушић, Иван Гајер, Густав Лехнер, Александар Тирнанић, Ђорђе Вујадиновић, Бранислав Секулић, Иван Петрак, Светислав Глишовић. Селекторска комисија: Мата Миодраговић, Петар Плеше, Иво Шусте.
- Састав Југославије против Бугарске 4 : 3

Репрезентација Краљевине Југославије: Бартул Чулић, Драгутин Братулић, Јозо Матошић, Мирослав Лукић Густав Лехнер, Иван Гајер, Радивој Божић, Александар Тирнанић, Ђорђе Вујадиновић, Александар Томашевић Иван Петрак, Бранислав Секулић. Селекторска комисија: Мата Миодраговић, Петар Плеше, Иво Шусте.
- Састав Југославије против Румуније 4 : 0

Репрезентација Краљевине Југославије: Бартул Чулић, Драгутин Братулић, Јозо Матошић, Милорад Митровић, Анђелко Марушић, Иван Гајер ,Густав Лехнер, Александар Тирнанић, Благоје Марјановић, Александар Томашевић, Иван Петрак, Добривоје Зечевић. Селекторска комисија: Мата Миодраговић, Петар Плеше, Иво Шусте.

### Стрелци голова
Укупно је постигнуто  26 голова у 6 утакмица, с просеком од 4.33 гола по утакмици.
3 гола
- А. Томашевић
- А. Тирнанић

2 гола
- А. Панчев
- Љ. Ангелов
- Л. Адријанопоулос
- Г. Вазос
- Б. Секулић
- Г. Чолак
- Ј. Бодола

1 гол
- А. Пешев
- М. Лозанов
- В. Тодоров
- К. Хумис
- Б. Марјановић
- Ш. Добаји